# برد رش سفلي
برد رش سفلي هي قرية في مقاطعة خوي، إيران. عدد سكان هذه القرية هو 199 في سنة 2006.